# Thymus saturejoides
Thymus saturejoides — вид рослин родини глухокропивові (Lamiaceae), поширений у Алжирі й Марокко.

## Поширення
Поширений у Алжирі й Марокко.
Це багаторічний чагарник, досить поширений у посушливих та напівпосушливих частинах марокканських гір.